# Syngende løvgræshoppe
Syngende løvgræshoppe (Tettigonia cantans) er en stor løvgræshoppe. Den har samme farve og størrelse som stor grøn løvgræshoppe (Tettigonia viridissima). De to arter kendes fra hinanden på vingernes form, der hos den syngende løvgræshoppe er meget brede og kun strækker sig lidt ud over bagkropsspidsen. Hos stor grøn løvgræshoppe er vingerne meget lange og smalle. Hunnernes læggebrodsform kan også bruges. Hos syngende løvgræshoppe er læggebroden helt lige, hos stor grøn løvgræshoppe er den svagt nedadkrummet. Vingeformen på nymferne (de unge græshopper) er også forskellig på de to arter.

## Forekomst
Syngende løvgræshoppe holder til i træer, buske og høje urter i fugtige områder. I Danmark er den sjælden, og findes på Vestfyn, omkring Vejle Fjord især nordsiden, omkring Åbenrå og i nærheden af Aarhus. Er konstateret på Møn i 2024.

## Udvikling
Nymferne kommer frem sidst i april og i maj, og de bliver voksne i juli. De forsvinder igen i oktober. Sangen er meget høj og høres især eftermiddag, aften og nat. Æggene lægges i jorden, og de klækker først efter to overvintringer, nogle gange flere.